# Kenta
Kenta (jap. けんた, ケンタ) – męskie imię japońskie.

## Możliwa pisownia
Kenta można zapisać, używając wielu różnych znaków kanji i może znaczyć m.in.:
- 健太, „silny/zdrowy, gruby/duży”[1]
- 建太, „budować, gruby/duży”

## Znane osoby
- Kenta Chida (健太), japoński szermierz specjalizujący się we florecie
- Kenta Hasegawa (健太), były japoński piłkarz
- Kenta Kobashi (建太), japoński wrestler
- Kenta Matsudaira (健太), japoński tenisista stołowy
- Kenta Tadachi, japoński wioślarz

## Fikcyjne postacie
- Kenta (ケンタ) / Czarna Maska, bohater serialu tokusatsu Hikari Sentai Maskman
- Kenta Kitagawa (健太), bohater mangi i serii anime Digimon Tamers
- Kenta Usui (健太), główny bohater light novel, mangi i anime Karin
- Kenta Yumiya (ケンタ), bohater mangi i serii anime Beyblade: Metal Fusion